# NGC 6662
NGC 6662 este o galaxie situată în constelația Lira. A fost descoperită în 7 august 1883 de către Édouard Stephan⁠(d). Se află la o distanță de 89,13 de megaparseci de Pământ.